# Rue Theo-van-Doesburg
La rue Theo-van-Doesburg est une voie de Strasbourg, rattachée administrativement au quartier Gare - Kléber, qui va de la cour de l'Aubette à la rue de la Haute-Montée, où elle s'ouvre à droite du bâtiment connu sous le nom de Kleine Metzig (les petites Boucheries). Ce passage réservé aux piétons peut être fermé par une grille.

## Histoire

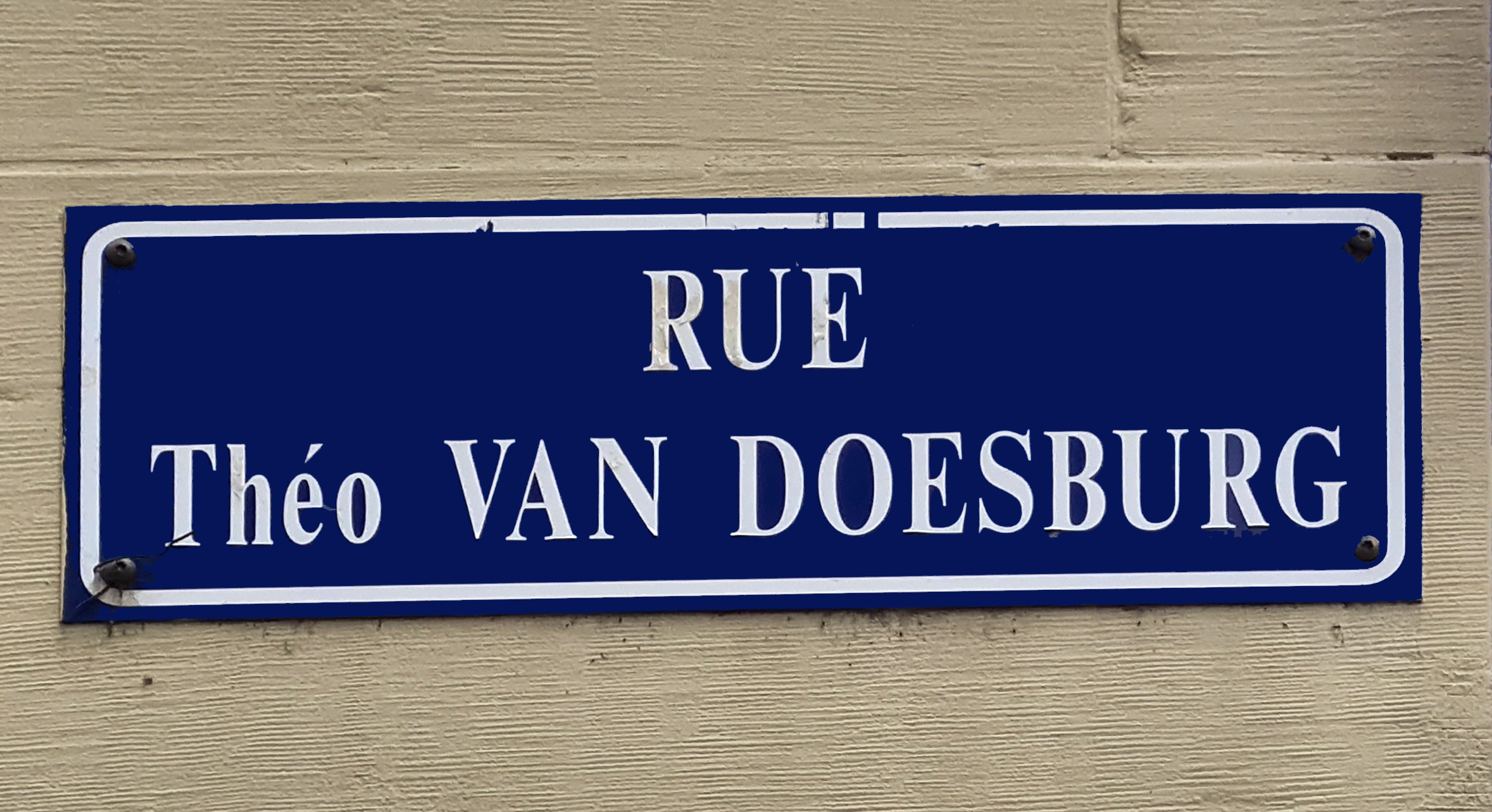
Plaque.

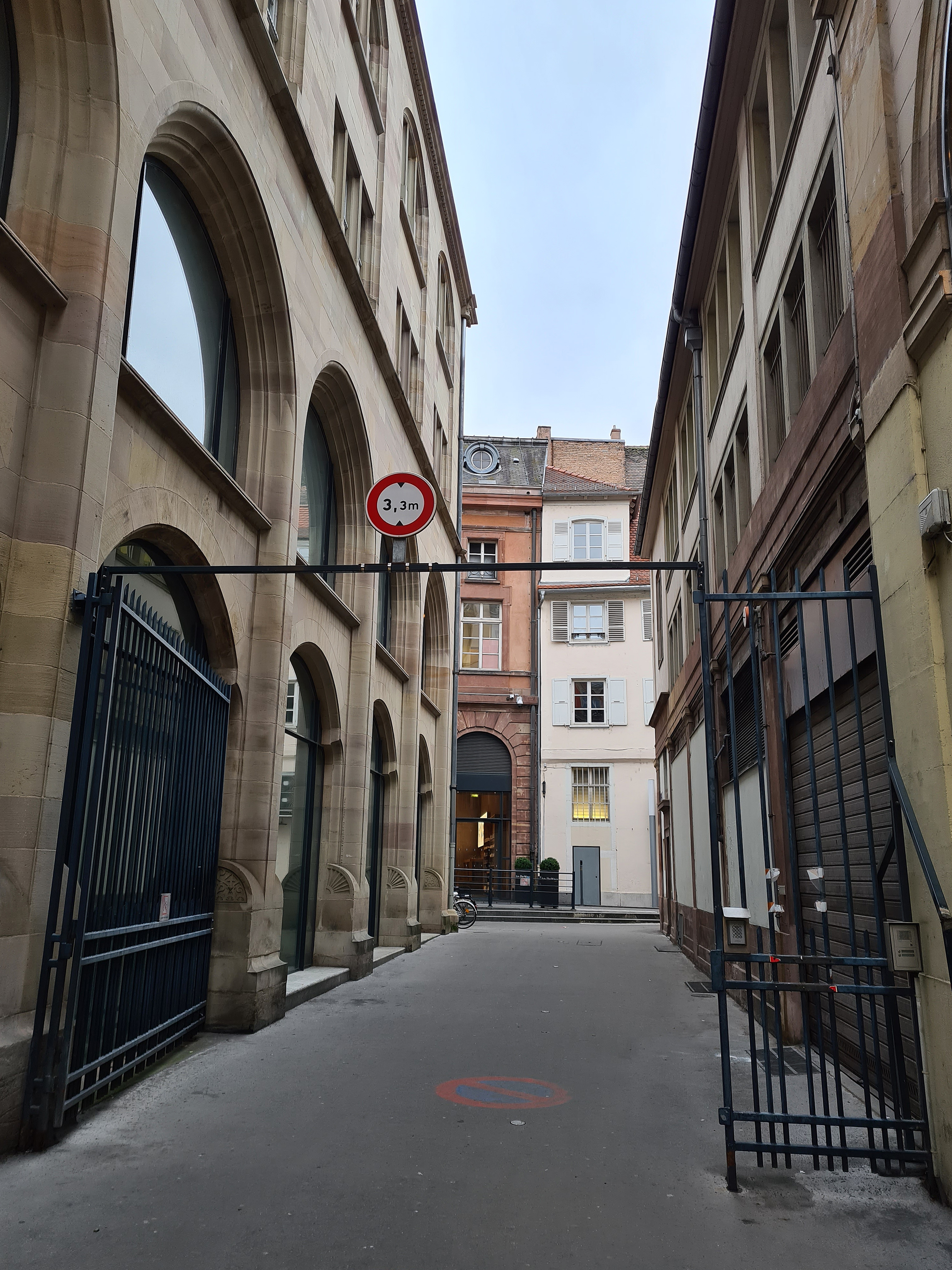
Perspective vers la cour de l'Aubette.

La petite voie et les rues avoisinantes se trouvent sur l'emplacement des Petites-Boucheries, dont la construction remonte à 1621. Ces échoppes de bouchers — des masures de bois, hautes au maximum d'un étage et dotées de longues toitures pointues — avaient été voulues par les autorités pour contrecarrer le monopole croissant pris par la corporation des bouchers, mais ne devaient être que provisoires. Elles subsistent finalement jusqu'en 1838, lorsqu'une halle à charpente métallique et façade néo-classique prend leur place. Leur souvenir persiste dans le nom de la rue des Petites-Boucheries, ou rue de la Petite-Boucherie (future rue de la Haute-Montée, qui prend son nom actuel en 1858), puis dans celui de l'édifice nommé Kleine Metzig, construit par Gustave Oberthür en 1900,,.
Depuis 1984, la voie porte ce nom en hommage à Theo van Doesburg. En 1926, la ville de Strasbourg lui avait confié la réalisation du nouveau décor de l'Aubette, en collaboration avec Sophie Taeuber-Arp et son époux Jean Arp, un ensemble rénové en 1994.
Une voie parallèle à la rue Theo-Van-Doesburg, située plus à l'est et débouchant également sur une cour intérieure de l'Aubette, a été nommée « rue Sophie-Taeuber-Arp ».